# Wasserreservoirfrosch
Der Wasserreservoirfrosch (Cyclorana platycephala, Synonyme: Litoria platycephala, Ranoidea platycephala, Dryopsophus platycephalus) ist ein Froschlurch aus der Unterfamilie der Australischen Laubfrösche (Pelodryadinae) innerhalb der Familie der Laubfrösche.

## Merkmale
Dieser Frosch ist sechs bis sieben Zentimeter lang und braun gefärbt; die Unterseite ist heller.

## Vorkommen und Lebensweise
Die Art kommt in den Trockengebieten Australiens in zeitweise austrocknenden Seen und Sümpfen vor.
Sie ernährt sich von Insekten, Insektenlarven, Spinnen, Würmern und Weichtieren.
In der Regenzeit ist der Frosch aktiv und vermehrt sich. Vor dem völligen Austrocknen des Gewässers zieht er sich dann in eine selbstgegrabene Kammer im Uferschlamm zurück. Er sammelt in Hohlräumen im Unterhautgewebe sowie in seiner Harnblase große Mengen Wasser an und sieht dann fast kugelförmig aus (daher auch der lateinische Gattungsname). Mit diesen Wasserreserven kann er die Zeit bis zum nächsten Regen überdauern.

## Verhältnis zum Menschen
Die Aborigines graben die Frösche zur Trinkwassergewinnung aus, wenn kein anderes Wasser verfügbar ist. Durch leichten Druck auf den Frosch gibt dieser Wasser frei. Danach wird der Frosch unverletzt wieder in die Freiheit entlassen.